# علي أباد فرهنغ (فخرود)
علي أباد فرهنغ (بالفارسية: علی‌آباد فرهنگ) هي مستوطنة تقع في إيران في قسم فخرود الريفي. يقدر عدد سكانها بـ 16 نسمة بحسب إحصاء 2016.